# Szabó László (újságíró, 1918–1997)
Szabó László (Kerelőszentpál, 1918. augusztus 6. – Kolozsvár, 1997. február 3.) erdélyi magyar művelődési szakember, újságíró, író.

## Életútja
Középiskoláit a kolozsvári Református Kollégiumban végezte (1937), majd az I. Ferenc József Tudományegyetem Jog- és Államtudományi Karának hallgatója volt (1942–44). Később a BBTE-n szerzett egyetemi diplomát történelem–magyar nyelv és irodalom szakon (1966).
1945-től Kolozsvárt a tartományi, majd a megyei művelődési bizottságban művelődési szakelőadóként dolgozott, közben 1956–60 és 1977–80 között aligazgatója volt az Állami Magyar Operának.

## Újságírói, írói tevékenysége
Első írása, egy szociográfiai cikk, a Március 1942. októberi számában jelent meg. Később főként a művelődési és művészeti eseményekhez kapcsolódva, gyakran közölt az Igazságban (a Filharmónia népi együtteséről: 1963. november 28.; a kolozsvári népi egyetemről: 1967. augusztus 31., a mákófalvi bábos csoport bukaresti sikereiről: 1971. február 4., a néptáncmozgalomról: 1973. június 21., 1973. október 6.), ritkábban a Művelődésben (Székely Györgyről: 1973/1), A Hétben. Színháztörténeti forrásértékű a Helikonban több folytatásban megjelent tanulmánya (Az elfelejtett színházi évad. 1990/52. – 1991/3), a kolozsvári Magyar Színház 1945-ös évadának történetéről.
Hagyatékában kéziratban maradt Egy katona éjszakái – a Dnyesztertől a Tatár-hágóig c. emlékirata, Népi együttesek rivaldafényben c. krónikája és művészportréja Szabó György táncoskomikusról.